# Polyrhaphis hystricina
Polyrhaphis hystricina är en skalbaggsart som beskrevs av Bates 1862. Polyrhaphis hystricina ingår i släktet Polyrhaphis och familjen långhorningar. Inga underarter finns listade i Catalogue of Life.